# Boris Dubosarschi
Boris Dubosarschi (în rusă Бори́с Семёнович Дубосса́рский; n. 3 februarie 1947, Tighina, RSS Moldovenească, URSS – d. 1 noiembrie 2017, Chișinău, Republica Moldova) a fost un compozitor, profesor de muzică și violonist sovietic și moldovean. A fost Artist de Onoare al RSS Moldovenești (1989) și maestru al artelor din Republica Moldova (2007).

## Biografie
Boris Dubosarschi s-a născut pe data de 3 februarie 1947 în orașul Bender/Tighina, într-o familie de evrei basarabeni ce trăiau aici de dinainte de cel de-al Doilea Război Mondial.
În 1968 a absolvit Institutul de Arte din Moldova. Între 1964-1965 a fost membru în Comitetul pentru  radiodifuziune și televiziune al RSS Moldovenești. Între 1965-1967 a lucrat la Filarmonica de stat din RSS Moldovenească. A fost unul dintre fondatorii Teatrului Evreiesc de Muzică și Dramă din Populară din Chișinău. Din 1986 a fost profesor al Academiei Naționale de Muzică, Teatru și Arte Plastice din Moldova. 
După căderea regimului sovietic, a colaborat și cu muzicieni din România. Dubosarschi susținea că moldovenii și românii sunt același popor: 
| “ | Nu este un folclor citat, materialul tematic îmi aparţine. El păstrează cele mai directe legături cu folclorul republicii noastre, inseparabil desigur de cel al României, deoarece vorbim despre ţări înrudite, iar diferenţele minore întâlnite în diverse domenii nu schimbă situaţia: este vorba despre aceeaşi naţiune, acelaşi popor, aceeaşi limbă - întotdeauna a fost aşa. Eu sunt născut în Basarabia, părinţii mei se aflau aici încă dinainte de război şi de aceea nu sunt un străin. Eu am crescut aici. | ” |

Compozitorul a decedat pe data de 1 noiembrie 2017, în Chișinău.

## Opere
Printre operele lui B. Dubosarschi se numără: cantata lirică „Dorul” (cuvintele lui A. Busuioc) pentru tenor, cor mixt și orchestră simfonică; suită pentru orchestră simfonică; concert pentru vioară și orchestră; Scherzo pentru vioară la unison și orchestră simfonică; Cvartet de coarde; suită și 3 piese pentru cvartet de coarde; Capriccio pentru vioară și corn francez; piese pentru pian, inclusiv sonata; sonata pentru violoncel solo; ciclul vocal „Fabule” (cuvinte către Alexandru Donici), romanțe de Federico Garcia Lorca, Maxim Tank, Emil Loteanu, V. Tulnik, alți poeți basarabeni , poeți evrei în idiș - David Gofshtein și altii; coruri; cântece după cuvintele lui R. Gorskaya, Grigore Vieru, A. Ryvlin și alții; aranjamente orchestrale; suita de cântece pentru copii „Anotimpurile” (cuvinte de Samuil Marshak); ciclul vocal-simfonic „12 melodii sinagogale ” (2001-2002), ultima dintre acestea fiind o adaptare a „Rugăciunii în memoria victimelor pogromului din 1903 ” de către cantorul de la Chișinău Efroim-Zalmen Rozumny (1866-1905) ; muzică pentru spectacolul de păpuși „Swan Rise” bazat pe basmele lui H. K. Andersen ; muzică pentru emisiuni TV. B. S. Dubosarschi - autor a două triouri pentru vioară, violoncel și pian bazate pe operete ale clasicului teatrului evreiesc în idiș Avrum lui Goldfaden "parafrazat pe teme de opereta A. Goldfaden" The Witch "(2001) și" Fantasy pentru pian, vioară și violoncel "(2003) de la operetele A. Goldfaden" Schmendrick "" Zwei Kunileml „( două prostănaci ), „Di kenignn Esther” (Regina Esther), „ Bar-Kokhbe ” și „Shulamis” ( Shulamith ).